# John Welchli
John Russell Welchli (* 6. März 1929 in Detroit; † 23. März 2018 in Grosse Pointe Farms) war ein Ruderer aus den Vereinigten Staaten, der 1956 eine olympische Silbermedaille im Vierer ohne Steuermann gewann.

## Leben
Welchli graduierte 1950 an der Brown University, wo er neben seinem Studium auch in mehreren Sportarten aktiv war, unter anderem als Schwimmer und als Crossläufer. Der 1,81 m große und 73 kg schwere Welchli war auch als Leichtgewichts-Ruderer erfolgreich. Nach zwei Jahren beim Militär kehrte Welchli zum Rudersport zurück und trat für den Detroit Boat Club an.
Bei den Olympischen Spielen 1956 bildeten John Welchli, John McKinlay, Arthur McKinlay und James McIntosh den Vierer der Vereinigten Staaten. Die Crew gewann sowohl ihren Vorlauf als auch ihr Halbfinale mit über zehn Sekunden Vorsprung. Im Finale siegte der kanadische Vierer mit 9,6 Sekunden Vorsprung vor der US-Crew, 2,5 Sekunden dahinter gewannen die Franzosen die Bronzemedaille vor den Italienern.
Welchli blieb als Ruderer auch in seinen späteren Jahren aktiv und nahm als Seniorenruderer an der Head of the Charles Regatta teil. Beruflich war er Vizepräsident der Securities Counsel, Inc. in Jackson, Michigan. 